# Kilchoman (Ort)
Kilchoman ist ein kleines Dorf auf der schottischen Insel Islay und liegt somit in der Council Area Argyll and Bute. Es liegt isoliert an der Westküste der Insel, nördlich der Halbinsel Rhinns of Islay, etwa sechs Kilometer nordwestlich von Port Charlotte und zehn Kilometer westnordwestlich von Bowmore, dem Hauptort der Insel.

## Geschichte
Bereits seit frühchristlichen Zeiten befanden sich an diesem Standort verschiedene Sakralbauten. Im 14. Jahrhundert befand sich die Hauptkirche der gesamten Halbinsel Rhinns of Islay in Kilchoman. Dieses Gebäude wurde im Jahre 1824 als zu unsicher eingestuft, weshalb der Bau der neuen Kilchoman Church beschlossen wurde. Der Bau wurde 1825 begonnen und 1827 abgeschlossen. Im Zuge des Neubaus wurde auch der bereits bestehende Friedhof erweitert. 1977 wurde der letzte Gottesdienst in der Kilchoman Church abgehalten. Auf dem neuen Abschnitt des zugehörigen Friedhofs ist ein Militärfriedhof eingerichtet. Dort wurden 1918 die Opfer der Otranto bestattet, die in der Machir Bay sank. Kilchoman ist der namensgebende Ort des Civil Parish Kilchoman.
Kilchoman besteht heute nur noch aus wenigen bewohnten Häusern. Im Jahre 1841 wurden in Kilchoman noch 229 Personen gezählt, während es 1851 schon 252 waren. Zu den Sehenswürdigkeiten zählen neben den Ruinen der Kilchoman Parish Church das Kilchoman Cross sowie das Kilchoman House. Die Whiskybrennerei Kilchoman liegt in der Nähe.